# Antonio Tavares
Antonio Tavares (Villeneuve-Saint-Georges, 23 dicembre 1975) è un allenatore di calcio ed ex calciatore mauritano, di ruolo centrocampista, vice tecnico del Bellinzona.

## Biografia
Di origini portoghesi, è laureato in filosofia.

## Carriera

### Giocatore
Ha giocato in Francia, in Italia e in Belgio.
Mentre giocava nel Créteil, il suo allenatore, Noel Tosi, era anche commissario tecnico della Nazionale mauritana, venendo così convinto a vestire la maglia della selezione africana.

### Allenatore
Dopo il ritiro è diventato allenatore, guidando Issy-les-Moulineaux e Bellinzona (sia da primo allenatore sia da "vice").